# Хёнефосс
Хёнефосс (норв. Hønefoss) — город в губернии Бускеруд, административный центр коммуны Рингерике, Норвегия. Название получил от одноименного водопада на реке Бегна. Хёнефосс получил статус города в 1852 году. До 1964 года Хёнефосс являлся самостоятельным муниципалитетом, но затем вошёл в состав коммуны Рингерике. В 2002 году город отметил стопятидесятилетие. Основу экономики города составляют несколько находящихся там фабрик, в том числе одна из крупнейших в Европе фабрик по выпуску газетной бумаги Norske Skog Follum.

## СМИ
Выпускается газета «Ringerikes Blad».

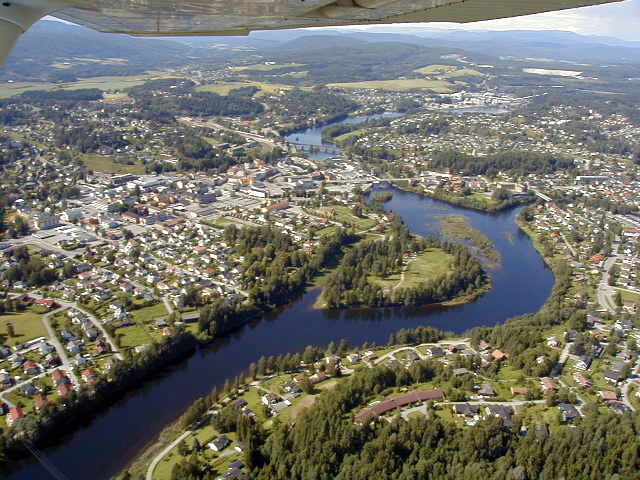
Вид на Хёнефосс
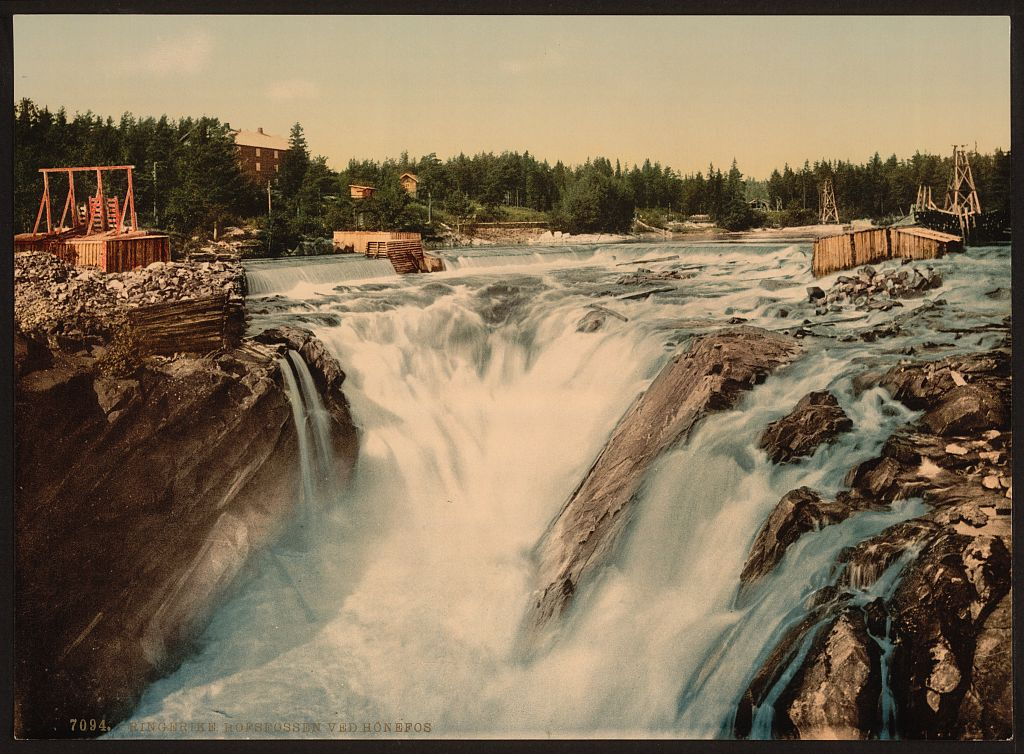
Водопад
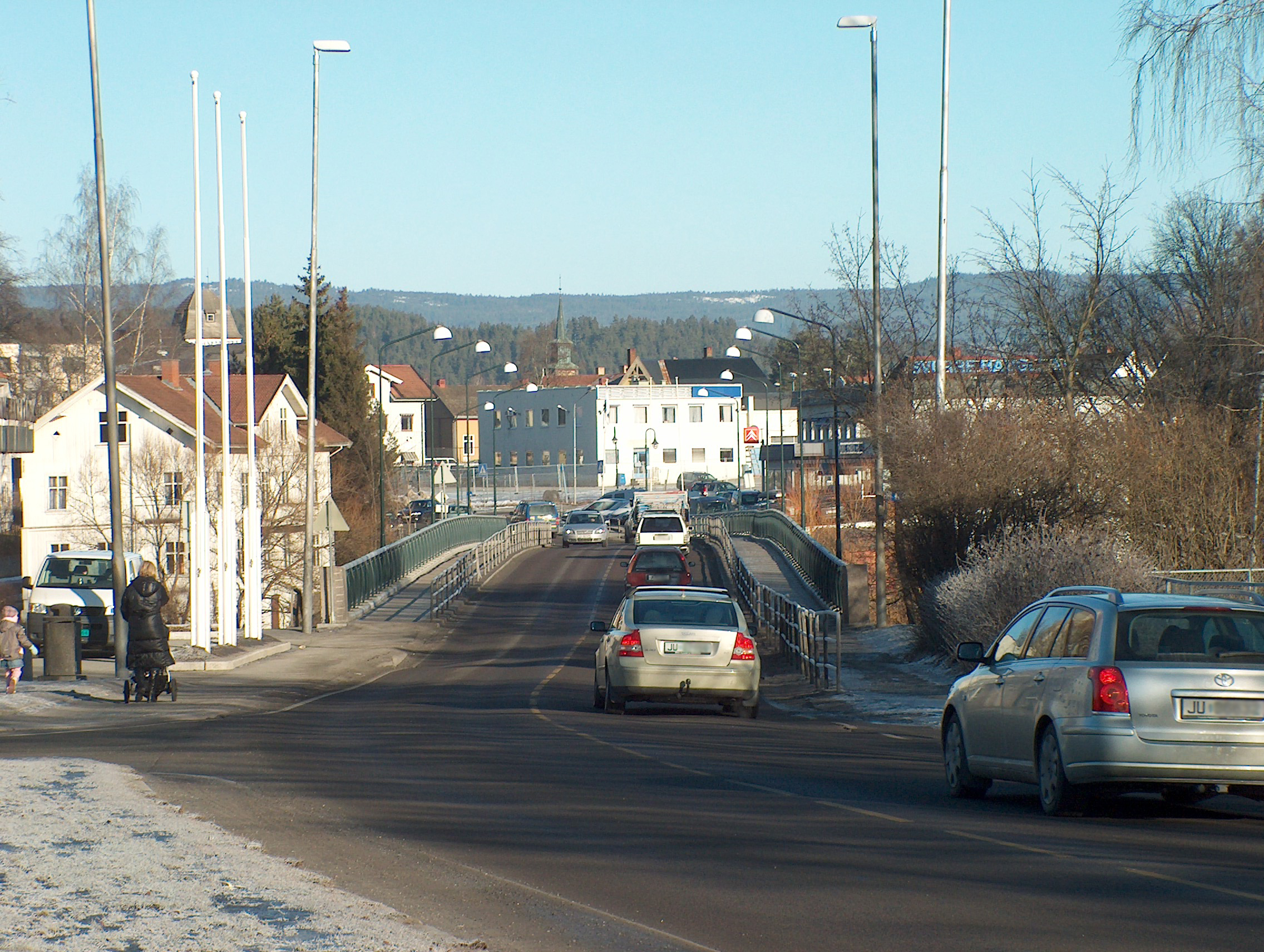
Вид на Хёнефосс